# Коминарди, Клаудио
Клаудио Коминарди (итал. Claudio Cominardi, родился 9 декабря 1981 года в Кальчинате) — итальянский политик, депутат Палаты депутатов Италии от Движения пяти звёзд.

## Биография
Уроженец Кальчинате, но с детства живёт в Палаццоло-суль-Ольо. Окончил инженерный колледж, метало-механик. В 2008 году возглавил отделение Движения пяти звёзд в своём городе. Участвовал в выборах мэра Палаццоло 6—7 июня 2009 года, занял 5-е место с результатом 4,1% (463 голоса).
Избран в Палату депутатов 19 марта 2013 года по итогам парламентских выборов от IV избирательного округа провинции Ломбардия 2. С 7 мая 2013 года — член XI комиссии (по государственному и частному труду). Работал в специальном комитете по рассмотрению государственных актов и Парламентской комиссии по контролю реализации Шенгенского соглашения, наблюдению за деятельностью Европола, управлению и контролю иммиграции. С 1 октября 2014 — член парламентской комиссии по расследованию убийства Альдо Моро.
12 июня 2018 года назначен младшим статс-секретарём Министерства труда и социальной политики в правительстве Конте.